# Muhammadu Buhari
Muhammadu Buhari (Daura, 17 dicembre 1942 – Londra, 13 luglio 2025) è stato un politico e generale nigeriano, Presidente della Nigeria dal 29 maggio 2015 al 29 maggio 2023, già in carica dal 1983 al 1985 in qualità di Presidente del Consiglio Militare Supremo.

## Biografia
Si candidò alle elezioni presidenziali del 2007 con il sostegno del Partito del Popolo di Tutta la Nigeria, risultando però sconfitto da Umaru Yar'Adua del Partito Democratico Popolare. Si ricandidò alle elezioni presidenziali del 2011 con il sostegno del Congresso per il Cambiamento Progressista, ma fu nuovamente sconfitto da Goodluck Jonathan del Partito Democratico Popolare.
Fu finalmente eletto Presidente in occasione delle elezioni presidenziali del 2015, quando sconfisse al primo turno il Presidente uscente Jonathan. Tuttavia, a causa di cure mediche a cui egli dovette sottoporsi all'estero, per tre periodi venne sostituito come presidente facente funzioni dal vicepresidente Yemi Osinbajo: dal 6 al 19 giugno 2017; dal 19 gennaio al 13 marzo 2017; e dal 7 maggio al 19 agosto 2017.
Fu rieletto per un secondo mandato in occasione delle elezioni presidenziali del 2019.